# BSA B-serie 350 cc
De BSA B-serie 350 cc was een serie motorfietsen die het Britse merk BSA produceerde van 1937 tot 1941. De serie omvatte een groot aantal modellen, voornamelijk kopkleppers, maar in de eerste jaren ook nog zijkleppers. De serie omvatte toermotoren, sportmotoren, trialmotoren en militaire motorfietsen.

## Voorgeschiedenis
BSA was in 1923 begonnen met de productie van 350cc-machines, de Model L-serie. In 1924 was het Model L 3½ HP OHV de eerste kopklepmotor van het merk. De meeste van deze modellen waren staande eencilinders waarvan de stoterstangen rechts naast de cilinder stonden. In 1933 volgde de BSA R-serie, waarbij al enkele machines waren waarbij de stotertangen waren weggestopt in een buis. In deze serie vond men ook enkele Blue Stars en in 1936 ook de BSA R5 Empire Star. Zijklepmotoren kende deze serie niet meer. De laatste 350cc-zijklepper was de BSA L32-4 De Luxe uit 1932.

## B-serie 350 cc
In 1936 kwam hoofdconstructeur Val Page over van Triumph naar BSA. Page haalde de bezem door het modellenaanbod én de typebenamingen. De 150cc-X-serie verdween. De 350cc-machines kregen ook een "B"-benaming en de 500- en 600cc-modellen kwamen in de 500cc-M-serie en de 600cc-M-serie. Alleen twee zware V-twins bleven ongewijzigd, de 750cc-BSA Y13 en de 1.000cc-BSA G14. 

### B-serie zijkleppers
Page bracht ook de 350cc-zijkleppers na vier jaar weer terug. Hoewel hun populariteit tanende was, bleven behoudende klanten geïnteresseerd in de koppelkrachtige, rustig lopende machines. Page ontwikkelde wel nieuwe motoren met een andere boring/slagverhouding.

#### B23 Tourer
Zo verscheen in 1937 de BSA B23 Tourer. De machine was bedoeld als commuter bike voor woon-werkverkeer en vrij eenvoudig uitgevoerd. Ze had wel standaard een Lucas-elektrische lichtinstallatie (die had BSA al in 1933 als standaarduitrusting ingevoerd), maar geen passagierszadel en zelfs geen bagagerek. Klanten konden die tegen meerprijs wel aanschaffen. Het kastje met boordgereedschap zat aan de rechterkant van het achterspatbord. De machine was in de gebruikelijke BSA-kleuren uitgevoerd, met een zwart frame en een verchroomde tank met groene flanken. Het gebruikelijke instrumentenpaneel op de tank was er niet meer. De machine had alleen nog een snelheidsmeter op het stuur. De bediening van gas en voorontsteking gebeurde met ouderwetse manettes. Er was alleen een achterwielstandaard toegepast en de machine had een fishtail pipe-uitlaat. In 1938 bleef de B23 Tourer ongewijzigd in productie.

##### Motor
De zijklepmotor was opgebouwd zoals de "High Camshaft"-blokken, waarbij de nokkenassen aan de rechterkant hoog in het carter zaten zodat de bediening van de kleppen met korte klepstoters kon gebeuren. De boring bedroeg 71 mm, de slag 88 mm en de cilinderinhoud 348,5 cc. De kleppen waren helemaal ingesloten in de cilinder en achter een klein metalen plaatje. Vanaf de rechterkant van de krukas werd ook de 6 volt-magdyno aangedreven, die nu achter de cilinder was geplaatst. De carburateur was van Amal, dat net als Lucas eveneens in Birmingham gevestigd was. De smering verliep via een dry-sumpsysteem waarvan de olietank rechts onder had zadel zat, naast de accu.

##### Transmissie
De aandrijving was nauwelijks veranderd, afgezien van de versnellingsbak, die nu vier versnellingen had. Links op de krukas zat een transmissiedemper om de aandrijfkettingen te beschermen tegen de klappen van de motor. De primaire aandrijving geschiedde met een ketting in een gesloten kettingkast die de meervoudige droge plaatkoppeling aandreef. Daarachter zat de handgeschakelde vierversnellingsbak. De handschakeling was veranderd. De stang die voorheen vanaf het schakelkwadrant naast de tank diagonaal naar beneden liep, was vervangen door een grote tuimelaar die recht boven de versnellingsbak eindigde waardoor de bediening vrijwel verticaal liep. Vanaf de versnellingsbak (met kickstarter) dreef een tweede ketting achter een klein kettingschermpje het achterwiel aan. 

##### Rijwielgedeelte
Terwijl de machines in de Model L-serie en de latere Model R-serie al dubbele wiegframes hadden, kregen de nieuwe zijkleppers weer het oude open brugframe waarbij de motor een dragende taak vervulde. Aan de voorkant resulteerde dit in een enkele buis van balhoofd naar de voorkant van het motorblok, aan de achterkant zaten koppeling en versnellingsbak bevestigd met schetsplaten aan het achterste deel van het frame. Waarschijnlijk had Page dit gedaan om de machines lichter te bouwen, waarbij hun functie als zijspantrekker verloren ging. De voorvering werd verzorgd met de gebruikelijke parallellogramvork uit eigen huis, die werkte volgens het Girder-principe met een enkele centrale veer. De vork had wel een frictiedemper voor de demping, maar geen stuurdemper. Achtervering was er niet. Voor en achter zaten trommelremmen. 

#### B23 Standard en B23 De Luxe
In 1939 kwam er een tweede versie van de B23. De originele machine kreeg nu de naam B23 Standard en was identiek aan de BSA B23 Tourer. De BSA B23 De Luxe kreeg een andere olietank, het gereedschapskastje zat nu rechts tussen de buizen van het achterframe en de machine kreeg voetschakeling.

### B-serie kopkleppers
Valentine Page vernieuwde ook de motoren van de kopkleppers, hoewel hij de boring en de slag onveranderd liet. In 1937 bracht hij het aanbod wel terug van vijf naar slechts drie modellen: De B24 Empire Star als opvolger van de R5 Empire Star, de B25 Competition als vervanger van de R19 De Luxe Competition en de B26 Sports als vervanger van de R17 Standard. De R20 New Blue Star kreeg geen opvolger en de R4 De Luxe werd opgevolgd door de M19 De Luxe met een verkleind 500cc-blok.

#### B24 Empire Star
De B24 Empire Star werd het topmodel van de 350cc-klasse van BSA. Ze had nog steeds zeer sportieve specificaties en was luxueus uitgevoerd, hoewel het instrumentenpaneel op de tank was verdwenen. Ze had wel twistgrip-control van het gas. De machine had een fishtail pipe, maar kon op verzoek worden voorzien van twee upswept pipes als de klant tegen meerprijs de Two-Port-cilinderkop met twee uitlaatpoorten had besteld. Het kastje met boordgereedschap zat hoog aan het achterspatbord en de machine kreeg als echte sportmotor een broodzadel zodat de berijder de racehouding kon aannemen. De tank was verchroomd met groene flanken en de velgen waren verchroomd. De Empire Star bleef in 1938 in productie. 

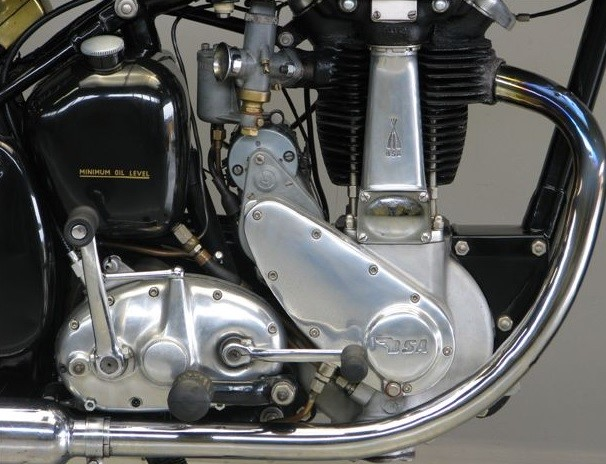
Hoewel dit motorblok van een BSA B31 uit 1949 is, is het identiek aan de kopkleppers van 1937-1941.

##### Motor
De motor was een dwarsgeplaatste luchtgekoelde stoterstangen-kopklepmotor met een boring van 71 mm en een slag van 88 mm. Val Page had samen met David Munro het blok helemaal nieuw ontworpen, waarbij de magdyno naar de achterkant van de cilinder verhuisde. Ze werd aangestuurd via een vleugelvormig distributiecarter. De cilinder was gehard en de machine kreeg een hoge-compressie zuiger. De stoterstangen waren verstopt achter een hoge trapeziumvormige plaat en kleppen en klepveren waren helemaal in de cilinderkop ingesloten. De carburateur was van Amal. De motor had een dry-sump-smeersysteem met de olietank rechts naast de accu onder het zadel. 

##### Transmissie
Links op de krukas zat een transmissiedemper om de aandrijfkettingen te beschermen tegen de klappen van de motor. De primaire aandrijving geschiedde met een ketting in een gesloten kettingkast die de meervoudige droge plaatkoppeling aandreef. Daarachter zat de voetgeschakelde vierversnellingsbak. Vanaf de versnellingsbak (met kickstarter) dreef een tweede ketting achter een klein kettingschermpje het achterwiel aan. 

##### Rijwielgedeelte
Ook de kopkleppers kregen een open brugframe waarbij de motor een dragende taak vervulde. Aan de voorkant resulteerde dit in een enkele buis van balhoofd naar de voorkant van het motorblok, aan de achterkant zaten koppeling en versnellingsbak bevestigd met schetsplaten aan het achterste deel van het frame. De voorvering werd verzorgd met de gebruikelijke parallellogramvork uit eigen huis, die werkte volgens het Girder-principe met een enkele centrale veer. De vork had wel twee frictiedempers: een voor de schokdemping en een als stuurdemper. Achtervering was er niet. Voor en achter zaten trommelremmen. 

#### B25 Competition en B26 Sports
De BSA B25 Competition uit 1937 was uitgevoerd als trialmotor, maar met verlichting, smallere, verchroomde spatborden, een upswept pipe, een 18 inch achterwiel en een 21 inch voorwiel. Het carter had een beschermplaat tegen steenslag. Als optie kon ook deze machine een Two-Port-cilinderkop met twee upswept pipes geleverd worden. Ook dit model had een stuurdemper. De BSA B25 Competition bleef tot 1939 in productie. 
Ook de B26 Sports verscheen in 1937. De naam "Sports" was wel wat hoog gegrepen, in feite was dit een B23 Tourer met kopklepmotor. Het was dan ook het basismodel van de B-serie kopkleppers. Deze machine bleef tot 1938 in productie. 

#### B24 Silver Star, B24 Two Port Silver Star, B26 en B26 Two Port
In 1939 kwam de Empire Star tot haar einde. Het jubileum van koning George was ook al drie jaar voorbij. De 500cc-BSA M23 Empire Star had al in 1938 een zustermodel in de BSA M24 Gold Star gekregen, nadat Wal Handley op het circuit van Brooklands een gouden ster had verdiend toen hij een rondegemiddelde van 107,57 mijl per uur had gereden. Deze 500cc-Gold Star bleef in 1939 in productie, maar de 350cc-versie werd vervangen door twee machines. Bij alle modellen zat het gereedschapskastje nu tussen de buizen van het achterframe en de groene kleur op de tank was verdwenen. De tank was nog steeds verchroomd, maar de bovenkant was matzilver en ook aan de zijkanten zaten matzilveren delen. De BSA B24 Silver Star had de specificaties van de Empire Star (met snellere motor) en een enkele uitlaatpoort. De BSA B24 Two Port Silver Star had de Two-Port-cilinderkop met twee uitlaten. Deze beide modellen hadden ook speciale metalen tankbadges. De B26 was als basismodel de opvolger van de B26 Sports met enkele uitlaatpoort en uitlaat en de BSA B26 Two Port had weer twee uitlaatpoorten en twee uitlaten. 

#### B29 Silver Sports
In 1940 werd door het uitbreken van de Tweede Wereldoorlog het modellenaanbod drastisch ingeperkt. Er waren nog maar twee 350cc-machines voor het publiek te koop: de zijklepper BSA C12 en de kopklepper BSA B29 Silver Sports. Deze machine was gebaseerd op de B24 Empire Star, maar had haarspeld-klepveren. Ze kostte 50 pond en 10 shilling. Omdat BSA de civiele productie moest staken werd deze machine alleen in 1940 geleverd. Ze stond wel aan de basis voor de na-oorlogs BSA B31, die tot 1959 in productie zou blijven.

#### W-B30 (B30 WD)
Val Page ontwikkelde voor het Britse War Office twee militaire machines: de 500cc BSA W-M20-zijklepper en de 350cc-W-B30 (War Department)-kopklepper. Het ministerie van oorlog koos inderdaad voor de BSA W-M20, maar de 350cc-machine zou de Triumph 3TW worden. De BSA W-B30 kwam dus niet veel verder dan het prototypestadium, hoewel er zowel in 1940 als 1941 exemplaren van gebouwd werden. Dat kan het gevolg zijn van het feit dat de Triumph-fabriek bij het bombardement op Coventry op 14 november 1940 vernield werd (net als de wapenfabriek van BSA). Het Britse leger moest dus omzien naar een 350cc-vervanger waardoor BSA weer in beeld kwam. Men koos echter voor de Matchless G3/L, die al een telescoopvork had. De W-B30 had vanzelfsprekend nergens chroom. Ze was helemaal groen gespoten en had een aangepast opklapbaar bagagerek waaraan canvas tassen bevestigd konden worden.

## Einde van productie
De Tweede Wereldoorlog beëindigde de productie van vrijwel alle civiele motorfietsen. Val Page verliet BSA na de Tweede Wereldoorlog om voor zijn oude werkgever Ariel te gaan werken. In de korte tijd dat bij voor BSA werkte had hij echter zijn stempel gedrukt op de modellen. Zijn ontwerpen bleven tot decennia na de oorlog in productie. De BSA B31 die in 1945 op de markt kwam was nog van zijn hand en werd pas in 1960 opgevolgd door de BSA B40 Star. 

## Technische gegevens (1)
| BSA                    | B23 Tourer                          | B24 Empire Star                     | B26 Sports                          | B25 Competition                     | B23 De Luxe                         | B23 Standard                        |
| ---------------------- | ----------------------------------- | ----------------------------------- | ----------------------------------- | ----------------------------------- | ----------------------------------- | ----------------------------------- |
| Periode                | 1937-1938                           | 1937-1938                           | 1937-1938                           | 1937-1939                           | 1939                                | 1939                                |
| Categorie              | Toer                                | Sport                               | Toer                                | Trial                               | Toer                                | Toer                                |
| Motortype              | SV                                  | OHV                                 | OHV                                 | OHV                                 | SV                                  | SV                                  |
| Bouwwijze              | Dwarsgeplaatste staande eencilinder | Dwarsgeplaatste staande eencilinder | Dwarsgeplaatste staande eencilinder | Dwarsgeplaatste staande eencilinder | Dwarsgeplaatste staande eencilinder | Dwarsgeplaatste staande eencilinder |
| Koeling                | Lucht                               | Lucht                               | Lucht                               | Lucht                               | Lucht                               | Lucht                               |
| Boring                 | 71 mm                               | 71 mm                               | 71 mm                               | 71 mm                               | 71 mm                               | 71 mm                               |
| Slag                   | 88 mm                               | 88 mm                               | 88 mm                               | 88 mm                               | 88 mm                               | 88 mm                               |
| Cilinderinhoud         | 348,4 cc                            | 348,4 cc                            | 348,4 cc                            | 348,4 cc                            | 348,4 cc                            | 348,4 cc                            |
| Carburateur(s)         | Amal                                | Amal                                | Amal                                | Amal                                | Amal                                | Amal                                |
| Smeersysteem           | Dry-sumpsysteem                     | Dry-sumpsysteem                     | Dry-sumpsysteem                     | Dry-sumpsysteem                     | Dry-sumpsysteem                     | Dry-sumpsysteem                     |
| Fiscaal vermogen       | 3½ pk                               | 3½ pk                               | 3½ pk                               | 3½ pk                               | 3½ pk                               | 3½ pk                               |
| Primaire aandrijving   | Ketting                             | Ketting                             | Ketting                             | Ketting                             | Ketting                             | Ketting                             |
| Koppeling              | Meervoudige droge plaat             | Meervoudige droge plaat             | Meervoudige droge plaat             | Meervoudige droge plaat             | Meervoudige droge plaat             | Meervoudige droge plaat             |
| Versnellingen          | 4                                   | 4                                   | 4                                   | 4                                   | 4                                   | 4                                   |
| Secundaire aandrijving | Ketting                             | Ketting                             | Ketting                             | Ketting                             | Ketting                             | Ketting                             |
| Rijwielgedeelte        | Open brugframe                      | Open brugframe                      | Open brugframe                      | Open brugframe                      | Open brugframe                      | Open brugframe                      |
| Voorvork               | Girder-type BSA                     | Girder-type BSA                     | Girder-type BSA                     | Girder-type BSA                     | Girder-type BSA                     | Girder-type BSA                     |
| Achtervork             | Star                                | Star                                | Star                                | Star                                | Star                                | Star                                |
| Remmen                 | Trommelremmen                       | Trommelremmen                       | Trommelremmen                       | Trommelremmen                       | Trommelremmen                       | Trommelremmen                       |
| Voorganger             | Geen                                | R5 Empire Star                      | R4 De Luxe                          | R19 De Luxe Competition             | B23 Tourer                          | B23 Tourer                          |
| Opvolger               | B23 Standard                        | B24 Silver Star                     | B24 Silver Star                     | B32 Competition                     | C12                                 | C12                                 |

## Technische gegevens (2)
| BSA                    | B24 Silver Star                     | B24 Two Port Silver Star            | B26                                 | B26 Two Port                        | B29 Silver Sports                   | W-B30                               |
| ---------------------- | ----------------------------------- | ----------------------------------- | ----------------------------------- | ----------------------------------- | ----------------------------------- | ----------------------------------- |
| Periode                | 1939                                | 1939                                | 1939                                | 1939                                | 1940                                | 1940-1941                           |
| Categorie              | Sport                               | Sport                               | Toer                                | Toer                                | Sport                               | Militair                            |
| Motortype              | OHV                                 | OHV                                 | OHV                                 | OHV                                 | OHV                                 | OHV                                 |
| Bouwwijze              | Dwarsgeplaatste staande eencilinder | Dwarsgeplaatste staande eencilinder | Dwarsgeplaatste staande eencilinder | Dwarsgeplaatste staande eencilinder | Dwarsgeplaatste staande eencilinder | Dwarsgeplaatste staande eencilinder |
| Koeling                | Lucht                               | Lucht                               | Lucht                               | Lucht                               | Lucht                               | Lucht                               |
| Boring                 | 71 mm                               | 71 mm                               | 71 mm                               | 71 mm                               | 71 mm                               | 71 mm                               |
| Slag                   | 88 mm                               | 88 mm                               | 88 mm                               | 88 mm                               | 88 mm                               | 88 mm                               |
| Cilinderinhoud         | 348,4 cc                            | 348,4 cc                            | 348,4 cc                            | 348,4 cc                            | 348,4 cc                            | 348,4 cc                            |
| Carburateur(s)         | Amal                                | Amal                                | Amal                                | Amal                                | Amal                                | Amal                                |
| Smeersysteem           | Dry-sumpsysteem                     | Dry-sumpsysteem                     | Dry-sumpsysteem                     | Dry-sumpsysteem                     | Dry-sumpsysteem                     | Dry-sumpsysteem                     |
| Fiscaal vermogen       | 3½ pk                               | 3½ pk                               | 3½ pk                               | 3½ pk                               | 3½ pk                               | 3½ pk                               |
| Primaire aandrijving   | Ketting                             | Ketting                             | Ketting                             | Ketting                             | Ketting                             | Ketting                             |
| Koppeling              | Meervoudige droge plaat             | Meervoudige droge plaat             | Meervoudige droge plaat             | Meervoudige droge plaat             | Meervoudige droge plaat             | Meervoudige droge plaat             |
| Versnellingen          | 4                                   | 4                                   | 4                                   | 4                                   | 4                                   | 4                                   |
| Secundaire aandrijving | Ketting                             | Ketting                             | Ketting                             | Ketting                             | Ketting                             | Ketting                             |
| Rijwielgedeelte        | Open brugframe                      | Open brugframe                      | Open brugframe                      | Open brugframe                      | Open brugframe                      | Open brugframe                      |
| Voorvork               | Girder-type BSA                     | Girder-type BSA                     | Girder-type BSA                     | Girder-type BSA                     | Girder-type BSA                     | Girder-type BSA                     |
| Achtervork             | Star                                | Star                                | Star                                | Star                                | Star                                | Star                                |
| Remmen                 | Trommelremmen                       | Trommelremmen                       | Trommelremmen                       | Trommelremmen                       | Trommelremmen                       | Trommelremmen                       |
| Voorganger             | B24 Empire Star                     | B24 Empire Star                     | B26 Sports                          | B26 Sports                          | B26 Silver Sports                   | Geen                                |
| Opvolger               | Geen                                | Geen                                | B29 Silver Sports                   | Geen                                | B31                                 | Geen                                |